# St. Nikolaus in Mittelberg

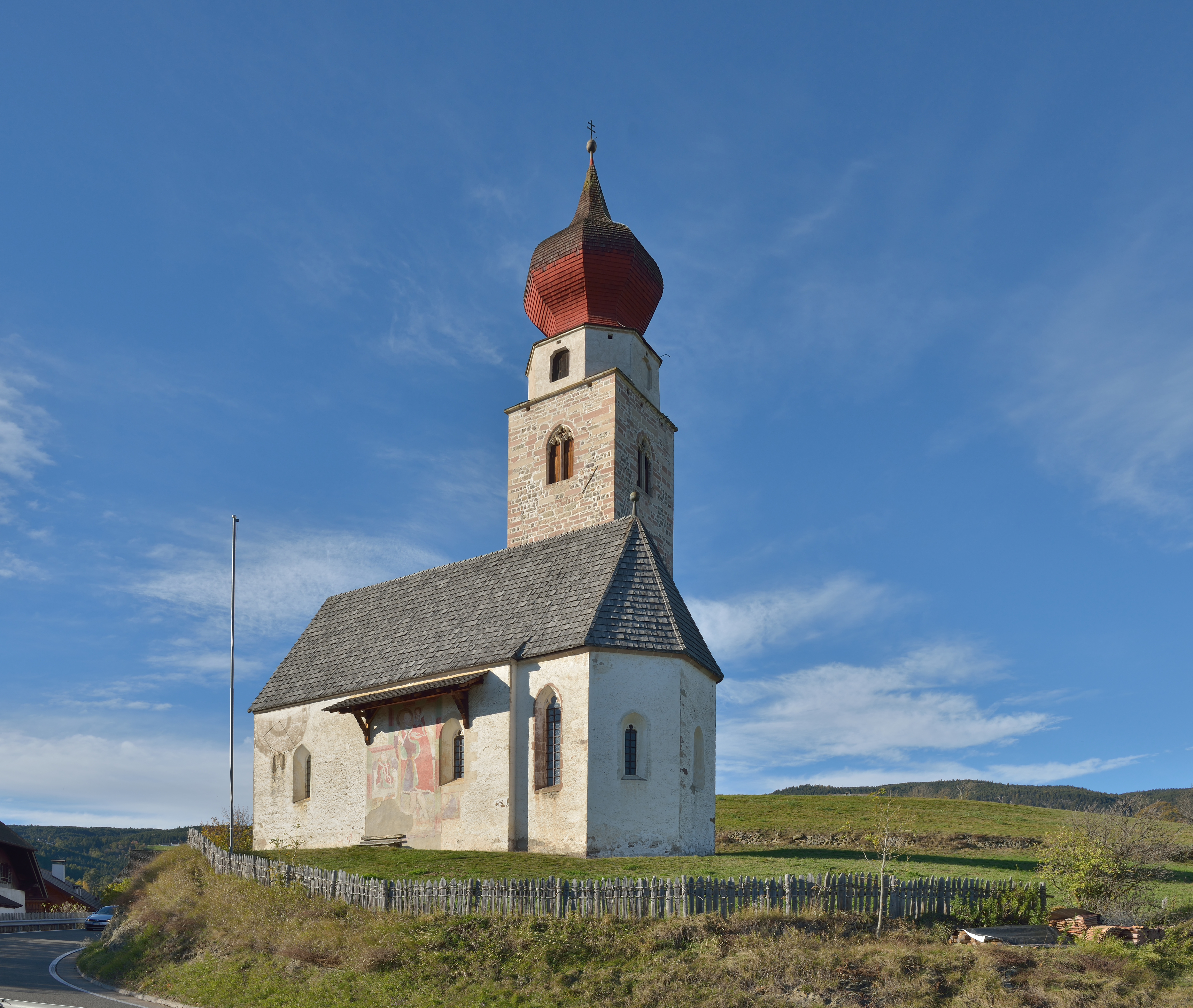
St. Nikolaus in Mittelberg

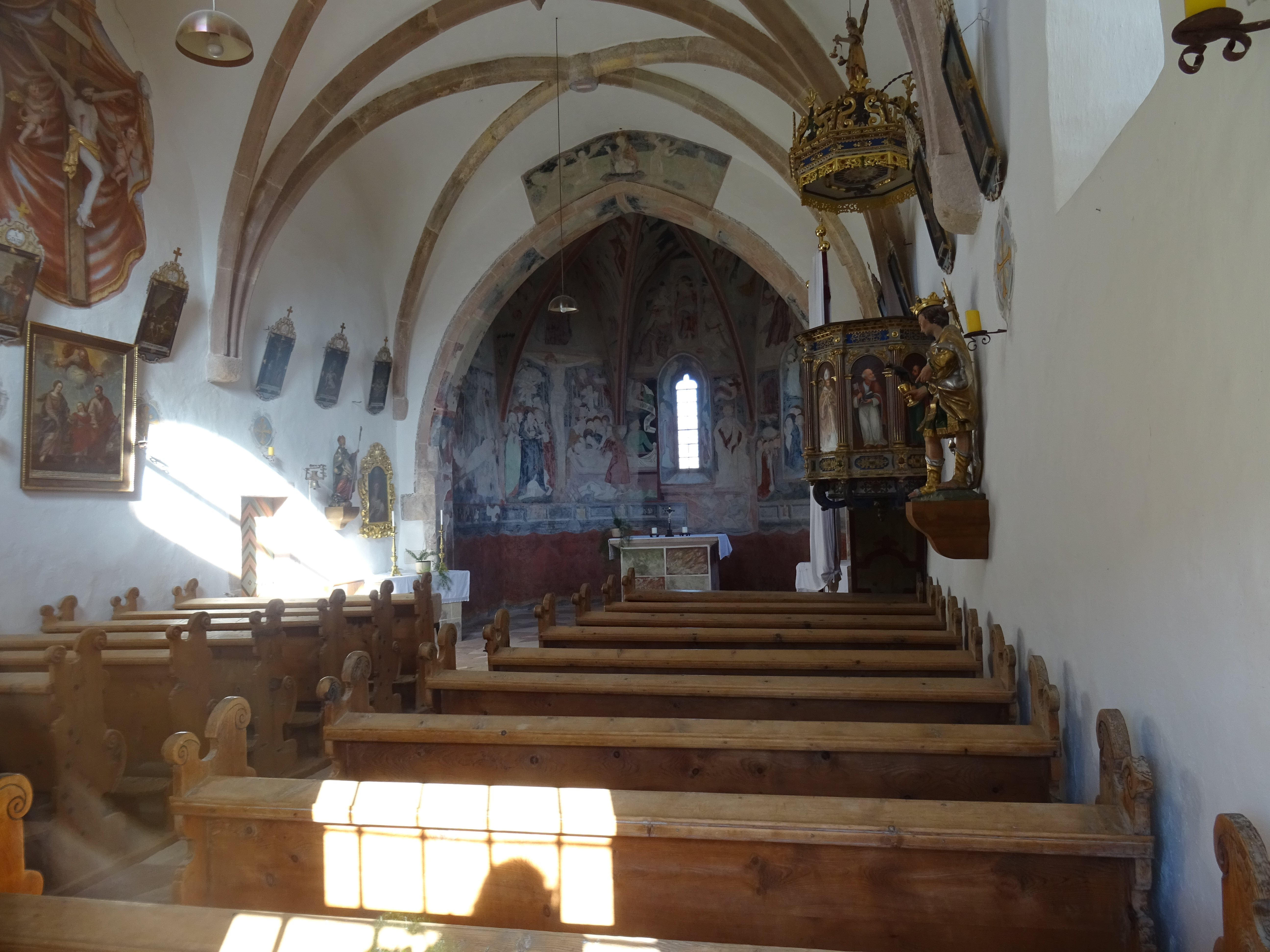
Innenraum mit Blick Richtung Chor

Die römisch-katholische Kirche St. Nikolaus in Mittelberg, einer Fraktion der Gemeinde Ritten in Südtirol, ist ein geschütztes Baudenkmal.

## Geschichte
St. Nikolaus in Mittelberg wurde erstmals in einer Schenkungsurkunde vom 1. Oktober 1289 als „ad Mitelperch … aput ecclesiam sancti Nicolai“ erwähnt. Die dem Patronat des Nikolaus von Myra anvertraute Kirche diente seit ihrer Gründung als Filialkirche der Pfarrei Maria Himmelfahrt in Lengmoos. Der mit Natursteinquadern erbaute romanische Kirchturm stammt möglicherweise aus dem 12. bis 13. Jahrhundert. Unter Einbeziehung des älteren romanischen Mauerwerks erfolgte an der Wende vom 14. zum 15. Jahrhundert ein Umbau von Langhaus, Chor und Turm im gotischen Stil. 1744 erhielt der Kirchturm ein barockes Oktogon mit Zwiebelhaube.
Früher fanden in der Kirche mehrmals im Jahr gestiftete Messen statt. 1804 und 1875 bezog die Gemeinde jeweils eine neue Glocke. 1976 wurde die Kirche innen wie außen restauriert und dabei im Chor ein spätmittelalterlicher Freskenzyklus aus der Zeit um 1450 freigelegt. Am 11. Januar 1983 stellte das Südtiroler Landesdenkmalamt die Kirche unter Denkmalschutz.

## Beschreibung
Die im 15. Jahrhundert entstandenen Fresken an der äußeren, südlichen Langhauswand zeigen den Kirchenpatron und den Schutzpatron der Reisenden, den Heiligen Christophorus. Die Decke ist mit einem Kreuzrippengewölbe versehen. Die Fresken im Chor schuf um 1450 ein Brixener Meister.